# 344
344 је била преступна година.

## Догађаји
- Источни римски цар Констанције II врши поход на источну Месопотамију, против Сасанидског царства.
- Битка код Сингаре: Римска војска под Констанцијем однела је тесну победу, код снажно утврђеног града Сингара (Месопотамија). Његов непријатељ, краљ Шапур II, приморан је да скине опсаду и повуче персијску војску.
- Шапур II, по други пут, опседа римску тврђаву Нисибис у источној Месопотамији, али је одбијен од стране снага под генералом Луцилијаном.
- Јин Муди, стар 1 годину, наследио је свог оца Јин Кангдија на месту цара Кине. Његова мајка, царица Чу, преузима власт на двору и служи као регент.
- Свети Леонтије постаје архиепископ антиохијски.